# Adrien-Charles Calley Saint-Paul
Pour les articles homonymes, voir Saint-Paul.
Adrien-Charles Calley Saint-Paul (28 décembre 1808 à Paris - 9 avril 1873 à Paris) est un banquier et homme politique français.

## Biographie
Cousin germain du financier et homme politique Ernest Denormandie, il prend la suite de son père dont il rachète le cabinet d'avocat.
Il est mêlé, comme banquier, à un grand nombre d'affaires financières importantes. Il s'occupe aussi d'entreprises industrielles, est administrateur de plusieurs compagnies de chemins de fer et eut de grands intérêts dans les mines de Roche-la-Molière et Firminy, de la Loire, etc. 
Calley Saint-Paul, fondateur et président de l'Union financière et industrielle, important établissement de crédit mobilier, souscrit l'emprunt de 50 millions du département de la Seine. Il fonde et préside également les compagnies de chemin de fer d'Amiens à Boulogne et de Dijon à Belfort. Il est membre du Cercle des chemins de fer.
Le 22 juin 1857, il est élu, comme candidat officiel, député au Corps législatif dans la 2e circonscription de la Haute-Vienne contre Albéric de Roffignac. 
Il siège dans la majorité dynastique, et est réélu avec l'appui du gouvernement, le 1er juin 1863.
Calley Saint-Paul joue dans cette législature un rôle parlementaire assez marquant ; on doit à son initiative des réformes dans l'organisation du budget, le mode d'amortissement, le service des douanes et des contributions directes. Il fait même preuve d'une certaine indépendance le 27 février 1869, en exposant, dans un discours qui a beaucoup de retentissement, la situation financière de la ville de Paris, et les nombreuses irrégularités commises ou tolérées par l'administration. À la suite de ce discours, et d'une réponse embarrassée du ministre d'État, un traité de la ville avec le Crédit foncier est, conformément à la motion de Calley Saint-Paul, abandonné pour un emprunt direct au public. 
Il perd, aux élections de mai 1869, le titre de candidat officiel; mais les électeurs lui confirment, après ballottage, son mandat de député, et il est réélu. Il se réunit au tiers-parti libéral, signe la demande d'interpellation des 116, et ne vote pas la déclaration de guerre en 1870. 
Gendre de Gay-Lussac, Calley Saint-Paul devient lui-même le beau-père du général Fleury et du duc d'Isly (fils du maréchal Thomas-Robert Bugeaud). Il est également l'oncle de Gaston Saint-Paul de Sinçay.

## Sources
- « Adrien-Charles Calley Saint-Paul », dans Adolphe Robert et Gaston Cougny, Dictionnaire des parlementaires français, Edgar Bourloton, 1889-1891 [détail de l’édition]